# Lemuy
Lemuy település Franciaországban, Jura megyében. Lakosainak száma 239 fő (2022. január 1.). Lemuy Dournon, Montmarlon, Arc-sous-Montenot, Boujailles, Villers-sous-Chalamont, Abergement-lès-Thésy, Andelot-en-Montagne, Supt, Thésy és Aresches községekkel határos.

## Népesség
A település népességének változása:
| Lakosok száma | 273  | 306  | 291  | 248  | 233  | 234  | 238  | 240  | 239  | 239  |
|               | 1968 | 1982 | 1990 | 2006 | 2013 | 2015 | 2017 | 2019 | 2020 | 2022 |